# Distretto di Pontian
Il distretto di Pontian è un distretto della Malaysia, fa parte dello stato dello Johor e il suo capoluogo è la città di Pontian Kechil.